# Mali Berejți, Kremeneț
Mali Berejți (în ucraineană Малі Бережці) este un sat în comuna Velîki Berejți din raionul Kremeneț, regiunea Ternopil, Ucraina.

## Demografie
Componența lingvistică a localității Mali Berejți
     Ucraineană (96,97%)
     Rusă (2,78%)
     Alte limbi (0,25%)
Conform recensământului din 2001, majoritatea populației localității Mali Berejți era vorbitoare de ucraineană (96,97%), existând în minoritate și vorbitori de rusă (2,78%).